# Heinrich von Wildenstein
Heinrich von Wildenstein (* ca. 1330; † 1409) war Bischof von Kruja, Triest und Pedena.

## Leben
Heinrich von Wildenstein absolvierte vermutlich sein Theologiestudium bei den Franziskanern in Avignon, wo er engen Kontakt zum Papstpalast aufbaute. Am 5. Juli 1372 wurde Wildenstein von Papst Gregor XI. zum Bischof von Kruja im heutigen Albanien erhoben. Wildenstein freundete sich später mit Kaiser Karl IV. und Herzog Leopold III. von Österreich an. Bei Karls Tod hielt Wildenstein im Dezember 1378 die Leichenpredigt.
Herzog Leopold von Österreich verhalf Wildenstein auf den Bischofsstuhl von Triest, das sich 1382 unter die Schutzherrschaft der Habsburger gestellt hatte. 1383 wurde Wildenstein schließlich vom Papst in seinem Amt bestätigt. Zu einer seiner Amtshandlungen zählte am 27. November 1385 die Weihe der nach langjähriger Bauzeit fertiggestellten Kathedrale von Triest. Vermutlich aufgrund von Uneinigkeiten zwischen Wildenstein und dem ansässigen Klerus, der eine strikte Trennung zwischen Staat und Kirche forderte, wurde Wildenstein 1396 in die Diözese von Pedena im heutigen Kroatien versetzt.